# Androkles i lew
Androkles i lew (ang. Androcles and the Lion) – dramat George'a Bernarda Shawa z 1912 roku.

## Przedmowa autora
"Przedstawiłem w tej sztuce jedno z prześladowań pierwszych chrześcijan przez Rzymian. Nie jako konflikt teorii prawdziwej z fałszywą, lecz jako to, czym są w istocie wszelkie prześladowania tego rodzaju. Mianowicie jako próbą zdławienia propagandy zagrażającej zdawałoby się interesom tych, którym służy prawo i porządek ustanowione w imię religii i sprawiedliwości przez polityków-oportunistów, którzy bronią własnych pozycji. Ci zaś boją się i nienawidzą ludzi, którym światło wewnętrzne ukazuje lepszy świat, oparty na duchowej potrzebie stworzenia bogatszego i szlachetniejszego życia – nie dla nich samych i kosztem innych, ale dla wszystkich".

## Realizacje dramatu
Prapremiera dramatu odbyła się w roku 1913 na deskach St. James's Theatre w Londynie. Dramat miał swoją polską prapremierę 25 grudnia 1956 roku w reżyserii Zbigniewa Sawana na deskach Teatru Zagłębia w Sosnowcu.
W 1952 roku Gabriel Pascal wyreżyserował filmową adaptację dramatu z Jean Simmons (Lavina), Victorem Maturem (Kapitan), Alanem Youngiem (Androkles) i Woodym Strodem (Lew) w obsadzie.
| Data              | Teatr                                             | Reżyseria          | Obsada |
| ----------------- | ------------------------------------------------- | ------------------ | --- |
| 16 stycznia 1964  | Teatr Współczesny w Warszawie                     | Erwin Axer         | Tadeusz Fijewski (Androkles), Barbara Wrzesińska (Megera), Marta Lipińska, Zofia Saretok (Lavina), Mieczysław Czechowicz (Ferrovius), Edward Dziewoński (Spintho), Zbigniew Zapasiewicz (Kapitan), Henryk Borowski (Setnik), Józef Konieczny (Lentullus), Jan Kreczmar (Cezar), Aleksander Bardini (Nadzorca), Mieczysław Pawlikowski (Retiarius) i inni. |
| 18 listopada 1977 | Teatr im. Cypriana Kamila Norwida w Jelenie Górze | Henryk Tomaszewski | Maria Maj (Wdowa), Janina Szarek (Lavina), Andrzej Iwiński (Poganiacz), Piotr Skiba (Metellus), Andrzej Szczytko (Lentullus), Krzysztof Bień (Gladiator), Jerzy Stępowski (Ferrovius), Stanisław Biczysko (Retiarius), Bogdan Słomiński (Kapitan), Andrzej Chudy (Spintho) i inni.                                                                        |
| 19 listopada 1999 | Teatr Nowy w Poznaniu                             | Erwin Axer         | Wojciech Deneka (Androkles), Kaja Bień (Megiera), Antonina Choroszy (Lawina), Mirosław Kropielnicki (Kapitan), Janusz Andrzejewski (Lentullus), Zbigniew Grochal (Metellus), Krystyna Feldman (Żebrak), Michał Grudziński (Cesarz) i inni. |